# 松崎しげる
松崎 しげる（まつざき しげる、1949年11月19日 - ）は、日本の歌手、タレント、俳優。
本名：松崎 茂幸（まつざき しげゆき）。通称マツ。東京都江戸川区出身。身長167cm、血液型はAB型。オフィスウォーカー所属。

## 来歴
江戸川区立第三松江小学校、江戸川区立松江第三中学校から日本大学第一高等学校を経て日本大学藝術学部（文芸学科とされる）卒業。
高校時代までは野球に打ち込むも、肘と肩を負傷して野球を断念。それ以降、音楽活動を始める。大学時代、後にガロを結成する日高富明（Tommy）、堀内護（Mark）と共に「ミルク（ホットミルク）」というバンドを結成する。当時、大橋プロダクションのマネージャーをしていた宇崎竜童にスカウトされプロデビュー。
バンド解散後、ビクター音楽産業（現：ビクターエンタテインメント）のオーディションに合格し、1970年にシングル「8760回のアイ・ラブ・ユー」でソロ歌手としてデビュー。『グリコアーモンドチョコレート』のコマーシャルソングの歌い手として活動、1972年には同CMソングだった「黄色い麦わら帽子」がスマッシュ・ヒット。しかし、その後はヒット曲がなかなか出ず、不遇の時代が続く。
CMソングの世界で引き続き活動を続ける中、西田敏行とともに六本木周辺で即興で歌を作る流しのような活動をして話題となった（後述）。これが縁で1975年に土曜日昼の生放送のテレビ番組「西やん松ちゃんのハッスル銀座」（TBS系列）に西田とともに起用され（松崎、西田共に初のレギュラー番組）、人気を得る。同年11月、『世界歌謡祭第6回世界歌謡祭』に出場。
歌手として手がかりをつかみ始めた1976年、スペインのマジョルカで開催されたマジョルカ音楽祭に「愛の微笑」で出場し、最優秀歌唱賞と第2位に輝くも、当時の日本では注目されず、レコード会社からも難しい曲と見なされてリリースに難色を示される。しかしその1年後の1977年、改題された上で、『グリコアーモンドチョコレート』CMソングとして発表された「愛のメモリー」がリリースされるや64万枚の大ヒット。同曲は日本レコード大賞歌唱賞など数々の賞に輝き、第28回NHK紅白歌合戦（NHK総合・ラジオ第1）にも初出場した。
歌手業以外では、俳優デビュー作である大映テレビ制作の刑事ドラマ『噂の刑事トミーとマツ』（TBS）で、当時若手の国広富之との名コンビが人気を博した。また、タレントとしても『クイズダービー』（TBS）では「クイズの帝王」を自称し、ゲスト解答者として度々出演するなどお茶の間での人気を獲得した。
1989年、マネージャーの大谷勝巳（2018年1月没。享年53）と共に現所属事務所・オフィスウォーカーを立ち上げ独立。
現在では、年間200本近くのディナーショーを開催して「ディナーショーキング」の異名を取ったり、『タモリ倶楽部』（テレビ朝日）などで見せる夜の帝王ぶりなどのタフな一面が話題となっている。
私生活では2度の離婚を経て、1997年に大手百貨店の令嬢である23歳年下の女性と3度目の結婚（結婚については後述）。1998年11月1日に長男（俳優の松谷優輝）、2000年に長女、2007年1月には57歳で次女が誕生。
後述する交通事故により一時芸能活動を自粛していたが、2007年3月10日『ケータイ刑事 THE MOVIE2 石川五右衛門一族の陰謀〜決闘!ゴルゴダの森』の初日舞台挨拶に出演し、自粛解除を宣言した。
埼玉西武ライオンズ球団歌「地平を駈ける獅子を見た」を歌っていることでも有名。また、CMでの声の出演（企業名、商品名を叫ぶ役）も多く、放送中の一社として横尾材木店（本社・埼玉県本庄市）を挙げることができる。同社CMは本社のあるNACK5を中心に隣接県のJFN局でも放送されている。

## 人物

### 学生時代
復員後から製糖会社を興した父、母と妹と育った。“戦中派だが洋楽好き”というモダンな両親の影響を受け、人の出入りが多い賑やかな家で育った。子供の頃から運動神経抜群で、小学生になると土日は父に後楽園球場での試合観戦に連れて行ってもらうのが楽しみで、放課後は江戸川の河川敷で野球を夢中でやっていた。中学時代も野球の練習に励むと江戸川区で評判の選手となり、将来の夢はプロ野球選手になることだった。
当時“夏の甲子園”大会の常連だった日本大学第一高校に進学し、1年生の秋にはレギュラーに選ばれた。しかし、2年生の夏のフリーバッティングの練習中、近くで素振りをしていた先輩のバットが左利きの松崎の左肩を直撃し、約2か月間腕をまともに動かせなくなった。その後日常生活を送れる程度には治ったものの以前より脆くなってしまったため、甲子園出場の夢だけでなく、野球自体をやめざるを得なくなった。プロ野球選手になる夢を断たれてからしばらくは、鬱屈した気持ちを解消しようと両国駅にたむろする他校の連中と喧嘩の日々を送った。
荒んだ日々から抜けたある日の放課後、通りかかった教室から友人のギターの音色（ブラザース・フォアのフォークソング）が聴こえた。友人から弾いてみるか？と聞かれると、松崎は当時近所のお兄さんにギターの弾き方を少し教えてもらっており、その場でポール・マッカートニーの一曲を弾けたことからそのままバンドに加入。以後音楽活動にハマり、ほどなくしてアマチュアバンドのコンテストに出場するようになる。また、バンドの練習もあって親の許しを得た上で、この頃から学校に通いながら放課後は友人たちの家を転々と寝泊まりし、時々自宅に帰るという生活を送った。

### 売れない歌手時代
1972年に「黄色い麦わら帽子」がヒットした後、最初の妻との結婚を機に友人宅と実家を行き来する生活をやめた。歌手として不遇時代である25歳の時、同じ事務所（当時）の先輩だった柴俊夫の紹介で、売れていない俳優・西田敏行と知り合う。以後毎晩六本木の飲み屋などに繰り出してはベロベロに酔うまで飲んで語り合い、客ながら店内で松崎のギター演奏で西田が歌う下ネタの即興ショーをするようになった。ほどなくして他の客の間で、2人のショーが話題となった。
すると1976年、TBSのプロデューサーが2人のこの噂を耳にしたことがきっかけで、先述の『西やん松ちゃんのハッスル銀座』への出演が決まった。同番組では「二度と歌えないコーナー」で、ゲスト(女性のみ)とのトークを即興で歌にして披露したが、飲み屋での即興ショーとは違い下ネタを抑えたものとなった。また、西田のことは「西やん」と呼び、彼のことを“大親友で、永遠の飲み仲間”と称している。
1976年、スペインで開かれた『マジョルカ音楽祭』に出場し、このために作られた「愛の微笑」を歌唱して最優秀歌唱賞を受賞。本人は「この受賞で歌手として売れるだろう」と、帰国後「愛の微笑」の発売のためレコード会社に持ち込むが、「こんな難しい歌は売れない」とどこも相手にしてもらえなかった。それでも諦めきれなかったため、以前世話になったグリコアーモンドチョコレートの担当者にこの曲について話したところ、同曲のCMソングへの採用が決定。「愛の微笑」改め、「愛のメモリー」がCMで流れると大ヒットとなった。

### 私生活
遡って1970年代前半の頃、営業先の赤坂のクラブで出会った1歳上の女性歌手と結婚し、夫婦で青山のマンションで暮らし始める。当時多数のCMソングを歌唱したが、それだけでは生活できなかったという。最初の妻は世界に目を向けたキャリアウーマンのような人で、お互いに仕事好きで毎晩それぞれ打ち合わせや飲み会をしたことで、夫婦で顔を合わせる時間があまり取れなかった。その後夫婦の話し合いにより、「精神的には結びついていて相手を理解しているからこそ、お互いの道を尊重しよう」ということになった。結果12年連れ添った妻と離婚したが、松崎は“これは新たな人生の門出だ”として、500人を招待して盛大な離婚パーティーを開いた。
心機一転目黒区の一戸建てに引っ越した後、再婚して大田区の一戸建てを購入したが、その後2度目の離婚。1997年に先述の23歳年下の女性と再々婚して品川区の高層マンションに転居し、翌年男の子を授かった。その後長女が生まれたのを機に目黒区に一戸建てを建てて暮らし始めた。
また本人は、長男誕生の際に「女房の笑顔さえあればバイアグラなんていらない」、次女誕生の際には「（次女が成人する）77歳まで歌い続けなくては。少子化対策に団塊の世代が一石投じられれば」とのコメントを発表。こうした流れを受ける形で「シゲルBROWN（しげるぶらうん）」名義で新曲を発表した。子供と一緒にいると、父でなく祖父と孫に見られることも多いという。

## エピソード

### 色黒
元々肌の色が黒い松崎だったが、ハワイなどの南国で休暇を取ることも多いことからその黒さに磨きがかかり、ついにはトレードマークとなった。その黒さをキープするため日焼けサロンに通っており、さらに近年では事務所に日焼けマシーンを設置するほどである。そしてファンの期待を裏切らないためと、自宅にも日焼けマシーンを導入した。自己紹介でも「歩くメラニン色素」を自称しており、東海地方地盤の焼肉チェーン焼肉屋さかいのCMでは「松崎こげる」のテロップまで出た。
フジテレビ系列のバラエティ番組『トリビアの泉 〜素晴らしきムダ知識〜』内のコーナー「トリビアの種」にて、松崎の肌の色を絵具で作る場合、どの色の絵具をどの割合で混ぜれば良いか検証された結果、朱色45%、黄色25%、白16%、緑14%という配分（HTML・CSSのRGB表記でいえば#A55A4Aあたり）で完成、実験に使われた絵具の製造元であるサクラクレパスが「まつざきしげるいろ」を同番組のために10セット製作した。
サクラクレパス社のサイトで「まつざきしげるいろ」の作り方を紹介している。また、フジテレビ局内の土産物屋で「まつざきしげるいろ」が入った絵具が販売されている。
2015年には、トレードマークである肌の色と9（ク）6（ロ）のゴロ合わせから、9月6日が日本記念日協会によって「松崎しげるの日」と認定された。また、2015年9月6日にデビュー45周年を記念して、本人主催の音楽フェス「黒フェス」が幕張メッセで開催された。

### 左利き
ギタリストとしても活躍しているが、左利き用のほかに普通のギターを弦を張り替えることなく、そのまま逆にして弾きこなすことができる（アルバート・キングや甲斐よしひろと同じ弾き方である）。これは唐突にその場にあるギター（多くの場合は右利き用のギター）を弾くことになった場合、左利き用のギターしか弾けないと意味がないためである。

### 野球との関わり
- 子どもの頃は、プロ野球選手の王貞治、長嶋茂雄、金田正一に憧れていた[7]。
- 1978年春の第50回選抜大会では、前年にヒットした「愛のメモリー」が入場行進曲に採用された。自らも高校球児だった本人は当日バックネット裏で曲を聴いて自然と涙が溢れ、感無量だったという。後年、雑誌のインタビューで当時のことを振り返り、「（甲子園のグラウンドに立つという）ガキの頃からの夢が（持ち歌が球場で流れる形で）ついに叶った」と語った[7]。
- 「地平を駈ける獅子を見た」を歌ったことが縁で、長年にわたる埼玉西武ライオンズのファンである[13]。『週刊ベースボール』誌のインタビューでは「西武ドームのネット裏でウイスキーを飲みながらライオンズの試合を観戦するのが大好きだ」と語っていた。
- 上記に絡み、ライオンズなどで活躍した石毛宏典や佐々木誠らのサイン入りグラブを所持するなど、野球選手とも交友関係が深い。
- オリックス・ブレーブスでプレーしていた熊野輝光（現・スカウト）に乗用車を30万円で譲渡したことがある。野球中継のゲストで松崎が出ていた際、熊野がヒットを放った瞬間、「中古車30万円のバッティング!」と唸った。

### 道路交通上の法的トラブル
2006年11月、都内の路上に車を停めて降りようと運転席のドアを開けた際、後方から走ってきたバイクがドアにぶつかって転倒し、運転手が1週間の軽症を負う事故の第一当事者となった。被害者とは示談が成立したが、この事故により長期にわたって無免許状態で車を運転していた事が発覚し、大きな問題となった。
遡って日米を往復する生活を送っていた1989年、当時滞在していたアメリカで仕事の移動時に必要になったため運転免許を取得したが、それまで日本で運転免許を取得した経験はなかった。日頃はアメリカで発行された国際運転免許証を所持して運転を行っており、法的な問題は無いと考えていた。
しかし、2002年の道路交通法改正により、国際免許を根拠にした運転が認められるのは「3ヶ月以上連続して日本国外に滞在してから帰国した後の1年間」に限られるように定められた。松崎が2005年8月から事故当日までの間、3ヶ月以上連続して日本を離れた事実はなかった為、法的には運転が許可される状況になかった。
上記の国際免許制度に関する法律改正を知らないまま運転を続けており、事故直後に初めて、所有する国際免許に効力がないことを知らされ、「無免許運転」を告げられてショックを受けた。その後松崎は、前年や前々年に「警察官に運転免許証の提示を求められ見せた際に何ら問題を指摘されなかった」と主張した。無免許運転に過失犯処罰既定はないことから、「法の不知」の問題も絡んでその法的処遇が注目された。結局、2007年2月5日に道交法違反と業務上過失傷害の疑いで書類送検された。上記の理由から松崎が刑事訴追される事はなかったが、責任を取って芸能活動を自粛して1か月半の謹慎生活を送った。刑事訴追はなかったが、無免許運転に対する行政処分（新規免許取得の拒否処分）がなかったのかどうかは明らかになっていない。

### その他
- 日本大学同級生に、テリー伊藤がいる（但し、松崎と学部は異なる）。
- バックバンドは、松崎の「松」に因んで『パイントリー・ファミリー・バンド』という名称である。
- 2005年8月、音楽配信サイト『iTunes Music Store』日本版開始時に、代表曲「愛のメモリー」が最高3位にランクインする現象が起きた（この時の第1位はDef Techの「My Way」、第2位はクレイジーケンバンドの「タイガー&ドラゴン」）。
- 2006年3月12日付のオリコンシングルチャートで「練馬大根ブラザーズ」名義の「マ・ジ・ヤ・バ」が初登場44位を記録、1978年1月の「偽りのバラード」以来、実に30年以上もの間隔を空けてのオリコンTOP50入りを果たした。ただし、ゲストボーカルという扱いでは2000年にピチカート・ファイヴの「東京の合唱〜午後のカフェで featuring 松崎しげる with YOU THE ROCK」で最高40位を記録している。
- 先述の通り洋楽好きな両親の影響により、小さい頃からビートルズやナット・キング・コールなどの洋楽レコードを聞いていた。当時は、特にコールの『スターダスト』に衝撃が走ったという[7]。
- ビートルズ武道館公演を体験している熱狂的ビートルズマニアである。2006年、スカイパーフェクTV!の音楽専門番組でビートルズ武道館公演の前座を務めた尾藤イサオと出演時、尾藤が口にするビートルズナンバーを即興で歌いながらその曲にまつわるエピソードなどを披露。また、ビートルズと同じステージに立った尾藤と同席できる喜びを興奮気味に語っていた。
- パチンコ台は松崎との純粋なタイアップ機はないが、京楽産業.の『CRぱちんこ黒ひげ危機一髪』と大一商会の『CRJ-POPヒットパレード』に登場している。また、『CR愛と誠』でも大当たり中の曲が愛のメモリーとして鑑賞できる。
- ゲーム『塊魂』では『ビューティフル塊魂』以外のシリーズ全てで挿入歌を歌っている。その歌詞には「日に焼けた肌」というフレーズが必ず入るのがお約束となっている。
- 日本で初めて、生理用品のCMに出演した男性でもある（松崎しげる以外の男性では桑田佳祐、笑福亭鶴瓶や安全地帯などごくわずか）。
- 一部のファンの間では『麩菓子の人』や『松崎・麩菓・しげる』など、麩菓子にまつわる愛称で呼ばれている。
- 加齢性難聴で補聴器を付けていることをメディアに対して明らかにしている。補正した音を聞くことで「聞いたことのないような美しい音に出会えるかもしれません」と前向きに受け止めているという[15]。
- 2004年9月22日放送の『はぐれ刑事純情派（第17シリーズ最終回）』において刑事と容疑者の関係ではあったが、須藤刑事役の国広富之との『トミマツコンビ』で共演。2019年8月、ももクロ一座明治座公演の舞台においても同様にコンビとして共演した。
- ももいろクローバーZと親交が深く、ドームやスタジアムでの大型ライブには2012年から、ほぼ毎回ゲスト出演し続けている。最初のきっかけは、西武ドームでのライブ開催（グループ初のドーム公演）をサプライズ発表する役回りとして、西武ライオンズつながりでゲスト起用されたことであった。以降、松崎の代表曲「愛のメモリー」の替え歌に乗せて、メンバーも知らされていない重大告知を行うことが恒例になっている。なお、メンバーからは「南国ピーナッツ」というあだ名を付けられ、ファンの間でも「南ピーさん」「黒色担当」などと呼ばれ親しまれている[16]。
- 座右の銘は、「経験こそ宝」。これは松崎が高校時代に熱中していた野球を諦めてくすぶっていた頃に、父親が口癖のように言っていた言葉が元ネタ[注釈 14]。

## ディスコグラフィ

### シングル
| #                    | 発売日          | A/B面       | タイトル                 | 作詞              | 作曲                 | 編曲                                | 規格品番    |
| MCAレコード          | MCAレコード     | MCAレコード | MCAレコード              | MCAレコード       | MCAレコード          | MCAレコード                         | MCAレコード |
| -------------------- | --------------- | ----------- | ------------------------ | ----------------- | -------------------- | ----------------------------------- | ----------- |
| 1                    | 1970年 10月     | A面         | 8760回のアイ・ラブ・ユー | 阿久悠            | 鈴木邦彦             | 鈴木邦彦                            | E-1002      |
| 1                    | 1970年 10月     | B面         | つめたい女               | 阿久悠            | 鈴木邦彦             | 鈴木邦彦                            | E-1002      |
| 2                    | 1971年 4月      | A面         | 女の部屋                 | 橋本淳            | 筒美京平             | 筒美京平                            | E-1023      |
| 2                    | 1971年 4月      | B面         | 嫉妬                     | 橋本淳            | 筒美京平             | 筒美京平                            | E-1023      |
| 3                    | 1971年 10月     | A面         | 君は何をおしえてくれた   | 阿久悠            | 小林亜星             | 小杉仁三                            | E-1040      |
| 3                    | 1971年 10月     | B面         | ある感動                 | 阿久悠            | 小林亜星             | 小杉仁三                            | E-1040      |
| 4                    | 1972年 4月      | A面         | 愛とはなにか             | 千家和也          | すぎやまこういち     | すぎやまこういち                    | E-1056      |
| 4                    | 1972年 4月      | B面         | 女ともだち               | 千家和也          | すぎやまこういち     | すぎやまこういち                    | E-1056      |
| ビクター             |                 |             |                          |                   |                      |                                     |             |
| 5                    | 1972年 10月25日 | A面         | 黄色い麦わら帽子         | ちあき哲也        | 中村泰士             | 高田弘                              | GAM-6       |
| 5                    | 1972年 10月25日 | B面         | 陽はまた昇る             | 小谷夏            | 小林亜星             | 葵まさひこ                          | GAM-6       |
| 6                    | 1973年 4月1日   | A面         | おもいで                 | 阿久悠            | 中村泰士             | 高田弘                              | SV-2330     |
| 6                    | 1973年 4月1日   | B面         | そよ風にのせて           | 阿久悠            | 中村泰士             | 高田弘                              | SV-2330     |
| 7                    | 1973年 8月1日   | A面         | 笹りんどうの咲く峠道     | 千家和也          | 馬飼野俊一           | 馬飼野俊一                          | SV-2361     |
| 7                    | 1973年 8月1日   | B面         | 森の少女                 | 千家和也          | 馬飼野俊一           | 馬飼野俊一                          | SV-2361     |
| 8                    | 1973年 10月1日  | A面         | 波止場                   | 橋本淳            | 筒美京平             | 筒美京平                            | SV-2382     |
| 8                    | 1973年 10月1日  | B面         | 雨の午後                 | 橋本淳            | 筒美京平             | 穂口雄右                            | SV-2382     |
| 9                    | 1974年 9月1日   | A面         | 恋                       | 佐伯孝夫          | 穂口雄右             | 穂口雄右                            | SV-2434     |
| 9                    | 1974年 9月1日   | B面         | もしも                   | 佐伯孝夫          | 穂口雄右             | 穂口雄右                            | SV-2434     |
| 10                   | 1975年 5月1日   | A面         | 短い手紙                 | 中原薫            | 森田公一             | 馬飼野俊一                          | SV-2478     |
| 10                   | 1975年 5月1日   | B面         | 坊やひとりで何処へ行く   | くもり陽          | 森田公一             | 馬飼野俊一                          | SV-2478     |
| 11                   | 1976年 6月25日  | A面         | 私の歌                   | 喜多条忠          | 都倉俊一             | 都倉俊一                            | SV-6025     |
| 11                   | 1976年 6月25日  | B面         | 真夜中のエレベーター     | 喜多条忠          | 都倉俊一             | 都倉俊一                            | SV-6025     |
| 12                   | 1976年 10月25日 | A面         | 俺たちの朝               | 谷川俊太郎        | 小室等               | チト河内                            | SV-6116     |
| 12                   | 1976年 10月25日 | B面         | どれだけ遠く             | 谷川俊太郎        | 小室等               | チト河内                            | SV-6116     |
| 13                   | 1977年 5月1日   | A面         | 夕陽の歌                 | 喜多条忠          | 都倉俊一             | 都倉俊一                            | SV-6195     |
| 13                   | 1977年 5月1日   | B面         | 踊り子ロージー           | 喜多条忠          | 都倉俊一             | 都倉俊一                            | SV-6195     |
| 14                   | 1977年 8月10日  | A面         | 愛のメモリー             | たかたかし        | 馬飼野康二           | 馬飼野康二                          | SV-6266     |
| 14                   | 1977年 8月10日  | B面         | フライング・バード       | たかたかし        | 釘崎哲朗             | 釘崎哲朗                            | SV-6266     |
| 15                   | 1978年 1月21日  | A面         | 偽りのバラード           | たかたかし        | 馬飼野康二           | 馬飼野康二                          | SV-6339     |
| 15                   | 1978年 1月21日  | B面         | Love is Just a Dream     | たかたかし        | 羽根田武邦           | 馬飼野康二                          | SV-6339     |
| 16                   | 1978年 4月25日  | A面         | 銀河特急                 | たかたかし        | 筒美京平             | 筒美京平                            | SV-6402     |
| 16                   | 1978年 4月25日  | B面         | こころは旅人             | たかたかし        | 筒美京平             | 筒美京平                            | SV-6402     |
| 17                   | 1978年 7月5日   | A面         | 火の鳥                   | 谷川俊太郎        | ミシェル・ルグラン   | ミシェル・ルグラン                  | SV-6450     |
| 17                   | 1978年 7月5日   | B面         | 愛は永遠に               | 谷川俊太郎        | ミシェル・ルグラン   | ミシェル・ルグラン                  | SV-6450     |
| 18                   | 1978年 10月1日  | A面         | 俺の愛し方               | なかにし礼        | 馬飼野康二           | 馬飼野康二                          | SV-6477     |
| 18                   | 1978年 10月1日  | B面         | シルビー                 | 美樹克彦          | 美樹克彦             | 大浜和史                            | SV-6477     |
| Invitation           |                 |             |                          |                   |                      |                                     |             |
| 19                   | 1979年 3月25日  | A面         | 地平を駈ける獅子を見た   | 阿久悠            | 小林亜星             | 高田弘                              | VIH-1043    |
| 19                   | 1979年 3月25日  | B面         | レッツ・ゴー・ライオンズ | -                 | 長戸大幸             | 長戸大幸                            | VIH-1043    |
| 20                   | 1979年 5月1日   | A面         | セーリング・ラブ         | 荒木とよひさ      | 馬飼野康二           | 前田憲男 斎藤ノブ 植田芳暁 小笠原寛 | VIH-1047    |
| 20                   | 1979年 5月1日   | B面         | レット・ミー・フライ     | 荒木とよひさ      | 木戸やすひろ         | 小笠原寛                            | VIH-1047    |
| 21                   | 1979年 9月25日  | A面         | WONDERFUL MOMENT         | 三浦徳子          | 佐瀬寿一             | 小笠原寛                            | VIH-1061    |
| 21                   | 1979年 9月25日  | B面         | 16 BEAT SENSATION        | 門谷憲二          | 大野雄二             | 小笠原寛                            | VIH-1061    |
| 22                   | 1980年 8月21日  | A面         | マイ・ラブ               | 山上路夫          | 都倉俊一             | 小笠原寛                            | VIHX-1515   |
| 22                   | 1980年 8月21日  | B面         | 悲しみのラブ・ソング     | 竜真知子          | 木戸やすひろ         | 小笠原寛                            | VIHX-1515   |
| 23                   | 1981年 4月21日  | A面         | JAKA JAKA                | 阿久悠            | 井上大輔             | 井上大輔                            | VIHX-1538   |
| 23                   | 1981年 4月21日  | B面         | TYOドリーム              | 阿久悠            | 井上大輔             | 井上大輔                            | VIHX-1538   |
| ビクター             |                 |             |                          |                   |                      |                                     |             |
| 24                   | 1981年 7月3日   | A面         | DAYDREAM ROMANCE         | ちあき哲也        | 鈴木キサブロー       | 東海林修                            | KV-3022     |
| Invitation           |                 |             |                          |                   |                      |                                     |             |
| 25                   | 1982年 1月21日  | A面         | 愛の静けさ               | 三浦徳子          | 松崎しげる           | 小笠原寛                            | VIHX-1563   |
| 25                   | 1982年 1月21日  | B面         | Together                 | 三浦徳子          | 松崎しげる           | 小笠原寛                            | VIHX-1563   |
| 26                   | 1982年 5月21日  | A面         | Fall in Love Again       | 佐藤三樹夫        | 杉山トム             | 小笠原寛                            | VIHX-1575   |
| 26                   | 1982年 5月21日  | B面         | Smile Again              | 佐藤三樹夫        | 佐藤三樹夫           | 小笠原寛                            | VIHX-1575   |
| 27                   | 1983年 2月5日   | A面         | 愛と青春の旅だち         | なかにし礼        | J.Nitzsche B.S.Marie | 川村栄二                            | VIHX-1600   |
| 27                   | 1983年 2月5日   | B面         | 僕のそばにいなさい       | 康珍化            | 坂田晃一             | 坂田晃一                            | VIHX-1600   |
| EASTWORLD            |                 |             |                          |                   |                      |                                     |             |
| 28                   | 1987年 9月25日  | A面         | 君がいればそれでいい     | 秋元康            | 見岳章               | 井上鑑                              | RT07-2010   |
| 28                   | 1987年 9月25日  | B面         | Morning Road             | 麻生圭子          | 和泉常寛             | 井上鑑                              | RT07-2010   |
| 29                   | 1988年 10月26日 | A面         | JOANNA                   | 麻生圭子          | 中村裕介             | 萩田光雄                            | RT07-2229   |
| 29                   | 1988年 10月26日 | B面         | 悲しみのない関係         | 麻生圭子          | 岸正之               | 萩田光雄                            | RT07-2229   |
| RACKYO RECORDS       |                 |             |                          |                   |                      |                                     |             |
| 30                   | 1990年 4月21日  | 01          | 夏の恋人                 | 魚住勉            | 馬飼野康二           | 馬飼野康二                          | PCDY-00037  |
| 30                   | 1990年 4月21日  | 02          | 愛のはじまり             | 松崎しげる        | Mark Davis           | Mark Davis                          | PCDY-00037  |
| EASTWORLD            |                 |             |                          |                   |                      |                                     |             |
| 31                   | 1991年 5月24日  | 01          | 夏の夢                   | 魚住勉            | 馬飼野康二           | 馬飼野康二                          | TODT-2652   |
| 31                   | 1991年 5月24日  | 02          | 誘惑                     | 魚住勉            | 馬飼野康二           | 馬飼野康二                          | TODT-2652   |
| Sony Records         |                 |             |                          |                   |                      |                                     |             |
| 32                   | 1992年 3月25日  | 01          | TAKE A FLIGHT            | 高柳恋            | 中村裕介             | 松崎しげる                          | SRDL-3249   |
| 32                   | 1992年 3月25日  | 02          | BABY COME BACK           | 松崎しげる        | 松崎しげる           | 松崎しげる                          | SRDL-3249   |
| 33                   | 1993年 12月1日  | 01          | グッド・バイ・マイ・ラブ | なかにし礼        | 平尾昌晃             | 山口龍夫                            | SRDL-3775   |
| 33                   | 1993年 12月1日  | 02          | SENTIMENTAL              | 古賀勝哉          | 羽場仁志             | 杉山正明                            | SRDL-3775   |
| 34                   | 1994年 2月21日  | 01          | あの輝きを忘れない       | 横山武            | UNI                  | UNI                                 | SRDL-3803   |
| 34                   | 1994年 2月21日  | 02          | プリップリッロック       | 南原清隆          | 南原清隆             | 杉山正明                            | SRDL-3803   |
| 35                   | 1995年 11月22日 | 01          | My love song             | 椎名可憐          | 松本俊明             | 北村仁志                            | SRDL-4136   |
| 36                   | 1996年 5月22日  | 01          | Still……                  | 加藤健            | 大和邦久             | 北村仁志                            | SRDL-4200   |
| 36                   | 1996年 5月22日  | 02          | 見上げてごらん夜の星を   | 永六輔            | いずみたく           | 久保田邦夫                          | SRDL-4200   |
| 37                   | 1997年 1月22日  | 01          | めぐり逢うとき           | 阿久悠            | 長部正和             | 久保田邦夫                          | SRDL-4315   |
| 37                   | 1997年 1月22日  | 02          | 抜け殻                   | 松崎しげる        | 松崎しげる           | 松崎しげる                          | SRDL-4315   |
| Walker Brothers      |                 |             |                          |                   |                      |                                     |             |
| 38                   | 1999年 11月20日 | 01          | For Your Love            | 笹本安詞          | 笹本安詞             | 久保田邦夫                          | OWWB-4563   |
| 38                   | 1999年 11月20日 | 02          | 想い出に変わる日まで     | 藤澤香苗          | 笹本安詞             | 久保田邦夫                          | OWWB-4563   |
| 39                   | 2000年 1月21日  | 01          | 君は輝いている           | 松崎しげる 吉田象 | 松崎しげる           | 松崎しげる                          | OWWB-1111   |
| 39                   | 2000年 1月21日  | 02          | 君から世界へ             | 吉田象            | 馬飼野康二           | 馬飼野康二                          | OWWB-1111   |
| 日本コロムビア       |                 |             |                          |                   |                      |                                     |             |
| 40                   | 2000年 3月18日  | 01          | さぁ行こう!              | 吉川兆二          | 岩﨑元是             | 岩﨑元是                            | CODC-1848   |
| Walker Brothers      |                 |             |                          |                   |                      |                                     |             |
| 41                   | 2000年 6月1日   | 01          | ひとりひとりの心に深く   | 吉田象            | D.Garfield           | 松崎しげる                          | OWCW-1001   |
| 41                   | 2000年 6月1日   | 02          | 君から世界へ（2000 MIX） | 吉田象            | 馬飼野康二           | 馬飼野康二                          | OWCW-1001   |
| Geneon Entertainment |                 |             |                          |                   |                      |                                     |             |
| 42                   | 2007年 9月21日  | 01          | 愛と復讐の嵐             | くまのきよみ      | C.Macias             | 水島康貴                            | GNCL-0026   |
| 42                   | 2007年 9月21日  | 02          | 愛のメモリー21           | たかたかし        | 馬飼野康二           | 水島康貴                            | GNCL-0026   |
| 日本コロムビア       |                 |             |                          |                   |                      |                                     |             |
| 43                   | 2008年 8月27日  | 01          | Wanderer                 | 及川眠子          | Blues T              | Blues T                             | COCC-16173  |
| 43                   | 2008年 8月27日  | 02          | 君が微笑うなら           | 柚木美祐          | 見良津健雄           | 関淳二郎                            | COCC-16173  |
| 44                   | 2010年 3月24日  | 01          | 君の歌                   | 柚木美祐          | 奥田もとい           | 上田益                              | COCC-16344  |
| 44                   | 2010年 3月24日  | 02          | Be all right!            | 笹本安詞          | 笹本安詞             | 笹本安詞                            | COCC-16344  |

### 配信限定シングル
| 発売日         | タイトル                                |
| -------------- | --------------------------------------- |
| 2007年10月17日 | 黒ひげポン!!                            |
| 2009年4月29日  | 愛のメモリー 2009                       |
| 2010年12月15日 | 愛のやきおにぎり                        |
| 2011年4月27日  | 題名のない愛の唄〜Shetland Air〜        |
| 2016年9月6日   | からくりピエロ                          |
| 2018年8月29日  | たいせつなもの                          |
| 2023年9月6日   | これを愛と呼ぶのか? / 松崎しげる×LiLiCo |

#### その他の名義のシングル
| 発売日                               | 曲順                                 | タイトル                             | 作詞                                 | 作曲                                 | 編曲                                 | 規格品番                             |
| シゲルBROWN 名義                     | シゲルBROWN 名義                     | シゲルBROWN 名義                     | シゲルBROWN 名義                     | シゲルBROWN 名義                     | シゲルBROWN 名義                     | シゲルBROWN 名義                     |
| ネクストメディアコミュニケーションズ | ネクストメディアコミュニケーションズ | ネクストメディアコミュニケーションズ | ネクストメディアコミュニケーションズ | ネクストメディアコミュニケーションズ | ネクストメディアコミュニケーションズ | ネクストメディアコミュニケーションズ |
| ------------------------------------ | ------------------------------------ | ------------------------------------ | ------------------------------------ | ------------------------------------ | ------------------------------------ | ------------------------------------ |
| 2008年 10月22日                      | 01                                   | オヤコのマーチ                       | Elvis Woodstock                      | 横山剣                               | クレイジーケンバンド                 | POCE-3313                            |
| 2008年 10月22日                      | 02                                   | 男の滑走路                           | 横山剣                               | 横山剣                               | クレイジーケンバンド                 | POCE-3313                            |

### オリジナル・アルバム
1. FIRST ALBUM（1972年5月、MCA、JMC-5050）
  - A面：愛とはなにか、女の部屋、TILL、スーパー・バード、Without You、嫉妬
  - B面：君は何を教えてくれた、You're So Good To Me、ある感動、君の瞳に恋してる、嫉妬、女ともだち
2. おもいで/黄色い麦わら帽子（1973年3月、ビクター、SJX-120）
  - A面：おもいで、短い手紙、見えない明日、坊やひとりで何処へ行く、体の中を風が吹く、北国の蒸気機関車
  - B面：黄色い麦わら帽子、一番列車、いつかくるさよなら、そよ風にのせて、この若い日を、海はともだち
3. 波止場（1973年10月、SJX-153）
  - A面：波止場、お気に入りの君、くちづけは夕暮れに、幼い頃の恋、君のいない風景、森の少女
  - B面：笹りんどうの咲く峠道、雨の午後、いつか会える君なら、今は遠い君に、めぐり逢い、愛、悲しみ
4. 私の歌・俺たちの朝（1976年12月、SJX-10184）
  - A面：私の歌、どれだけ遠く、愛の微笑み（愛のメモリー原曲）、真夜中のエレベーター、俺たちの朝
  - B面：悲しみだけを残して、抜け殻、素晴らしい朝、そんな君に、こわれたドアー、愛のメロディー
5. LOVE（1978年8月、SJX-20070）
  - A面：ギターは泣いている、シルビー、セクシー・ベイビー、想い出は煙にとけて、傷ついた鳩
  - B面：旅立ちの朝、ジェニーの肖像、九月の海、ガール・ガール・ガール、セクシー・レディー
6. MATSU FOR SALE（1979年7月、Invitation、VIH-6050）
  - A面：Overture〜Sailing Love、想い出の砂浜、愛の形見、Let Me Fly、美しい季節
  - B面：Concert Singer、Lonesome Sailormen、Bye Bye Town、夜更けの街で聞こえる歌、たとえ…
7. WONDERFUL MOMENT（1980年5月、VIH-28001）
  - A面：ワンダフル・モーメント、雨の微笑み、キル・ミー、16ビート・センセーション、モーニング・ブリーズ
  - B面：愛の影、戯曲（ドラマ）、愛の便り、化石の森、雨の微笑み（リプライズ）
8. 10th Ave.（1980年12月、VIH-28024）
  - A面：You're So Good For Me、Dreamer、Let me be、She believes in me（愛を信じて）
  - B面：Groovin、My Friend（朝日が昇れば）、Traces（恋の足跡）、This Boy
9. TIME（1988年5月、東芝EMI、LP：RT28-5185 / CD：CT32-5185）
  - A面：SAY FOR LOVE、ワンダフル・モーメント、愛のメモリー、想い出は煙にとけて、コートダジュール
  - B面：君がいればそれでいい、MY MISTY、抜け殻、はなやかなりし頃（Romance）
10. YES or NO（1991年12月11日、TOCT-6363）
  - 君と始めるSHOW TIME、プロポーズはクリスマスイヴに、Yes or No、Always〜愛のBirthday〜、あの夏の日、微笑みは愛をこえて、愛すれど孤独（ロンリー）、星の夜だから、誘惑、夏の夢
11. Memories of Love（1994年11月2日、ソニー、SRCL-3042）
12. エターナル・ラブ（2000年8月2日、WALKER BROTHERS、OWCW-2001）
13. black on black（2014年6月11日、AGレーベル、HUCD-10156）

### ライヴ・アルバム
1. LOVE CONCERT（1977年7月、ビクター、SJX-10199）
  - A面：想い出のサンフランシスコ、シャレード、燃ゆる初恋、雨のつぶやき、愛の夢、アドロ、セ・シ・ボン、愛の微笑み
  - B面：フィーリング、メドレーI：a：愛こそはすべて、b：ツイスト・アンド・シャウト、c：あの娘におせっかい、メドレーII：a：オール・ザ・シングス・ユー、b：マイ・スウィート・ロード、c：ハートに火をつけて、俺たちの朝、私の歌
2. LIVE　愛のひろがり（1978年2月、ビクター、SJX-20041）
  - A面：オープニング　愛のメモリー、〜マイ・スイート・ロード、スピニング・ホイール、フィーリング、ロックン・ロール・メドレー（ラブ・ミー・テンダー、ダイアナ、君はわが運命、ブルー・ハワイ、GIブルース）、ヒット・メドレー（私の歌、愛のわかれ、夕陽の歌）
  - B面：想い出のサンフランシスコ、ハートに火をつけて、歌の贈りもの、愛するデューク、星空の二人、ゲット・アウェイ、エピローグ　愛のメモリー

### 企画アルバム（カバー&セルフカバー）
1. サウンド・イン・S（1979年、Invitation、VIH-6053）※『サウンド・イン"S"』5周年記念特別企画 / 共演：伊東ゆかり
2. コブラ 音楽篇（1982年、ビクター、JBX-25005）※『コブラ』オリジナル・サウンドトラック / 共演：EVE
3. オールドファッション・ラブソング（2000年11月29日、OWCW-2002）※デビュー30周年記念セルフカバー・アルバム
4. あの日の少年（2003年02月26日、ソニー、SVWC-7171[17]）※アニメソング・カバー・アルバム
5. My Favorite Songs（2005年11月2日、WALKER BROTHERS、OWCW-2003）※デビュー35周年記念カバー・アルバム
6. Yes We Can!!（2009年5月27日、AGレーベル、HUCD-10055）※頑張れソング・カバー・アルバム
7. 愛のメモリー35th Anniversary Edition（2012年6月6日、AGレーベル、HUCD-10107）※デビュー40周年記念メガ・ボリューム・シングル
8. 私の歌〜リスペクト〜（2015年6月10日、AGレーベル、HUCD-10186[18]）※デビュー45周年記念カバー・アルバム
9. たいせつなもの 〜Goodies〜（2018年9月5日、AGレーベル、HUCD-10267[19]）※セルフカバー&カバー・アルバム

### ベスト・アルバム
1. ベスト・ヒット・アルバム（1977年11月、ビクター、GX-27）
2. ベスト・ヒット・アルバム（1978年11月、ビクター、GX-41）
3. ツイン・ベスト（1995年6月28日、ビクター、VICL-40129/30）
4. エッセンシャル・ベスト　松崎しげる（2007年8月22日、ビクター、VICL-62489）
5. Shigeru Matsuzaki All Time Best Old &New 〜I’m a Singer〜（2011年5月25日、AGレーベル、HUCD-10089）※新曲を含むデビュー40周年記念オールタイム・ベスト・アルバム
6. 松崎しげる ゴールデン☆ベスト（2011年12月14日、ビクター、VICL-63738）
7. 50 years of activity Album 「1/2世紀〜Self Selection〜」[20]（2022年9月7日、ソニー・ミュージックダイレクト、MHCL-30737/8【初回限定盤】MHCL-30739【通常盤】）※西田敏行との新曲「夢に隠れましょ」を含むデビュー50周年記念、過去の音源から松崎しげる自ら選曲したオールタイム・ベスト・アルバム

### CMソング・参加作品
- めざせREOMA WORLD（1990年、レオマワールド/NEWレオマワールドテーマソング）
- 愛のカタマリー〜エンディングテーマ（ナムコ PlayStation 2専用ソフト『塊魂』エンディングテーマ）
- 塊オンザスウィング〜オープニングテーマ（ナムコ PlayStation 2専用ソフト『みんな大好き塊魂』オープニングテーマ）
- Hey! it's all right!（リーブ21CMソング）
- 黒ひげポン!!（『CRぱちんこ黒ひげ危機一発2』シリーズCMソング）
- Jingle Bells（Jingle All the Way! ジングルベルコンピレーションCD収録）
- 輝け!Mr.サンシャイン〜エンディングテーマ（ナムコ PlayStation Portable専用ソフト『僕の私の塊魂』エンディングテーマ）
- SHADOW AND LIGHT （ナムコ PlayStation 3専用ソフト『塊魂TRIBUTE』エンディングテーマ）
- ノンストップ・トゥ・トーキョー（1999年、ピチカート・ファイヴのシングル）
- 東京の合唱（2000年、ピチカート・ファイヴのシングル）
- Fallin' feat.シゲルBROWN（2009年、nobodyknows+のシングル）
- Yuji Ohno & Lupintic Six「LUPIN THE THIRD - PRISON OF THE PAST」（2019年）「ルパン三世のテーマ2019 feat. 松崎しげる」「スーパーヒーロー2019 feat. 松崎しげる」

### タイアップ曲
| 年     | 楽曲                     | タイアップ                                                           |
| ------ | ------------------------ | -------------------------------------------------------------------- |
| 1971年 | 君は何を教えてくれた     | グリコ「アーモンドチョコレート」CMソング                             |
| 1972年 | 黄色い麦わら帽子         | グリコ「アーモンドチョコレート」CMソング                             |
| 1976年 | 私の歌                   | グリコ「アーモンドチョコレート」CMソング                             |
| 1976年 | 俺たちの朝               | 日本テレビ系テレビドラマ「俺たちの朝」主題歌                         |
| 1976年 | どれだけ遠く             | 日本テレビ系テレビドラマ「俺たちの朝」挿入歌                         |
| 1977年 | 愛の微笑                 | グリコ「アーモンドチョコレート」CMソング                             |
| 1978年 | 火の鳥                   | 東宝映画「火の鳥」イメージソング                                     |
| 1979年 | WONDERFUL MOMENT         | TBS系テレビドラマ「噂の刑事トミーとマツ」EDテーマ                    |
| 1980年 | マイ・ラブ               | TBS系テレビドラマ「噂の刑事トミーとマツ」EDテーマ                    |
| 1980年 | 悲しみのラブ・ソング     | 全日空「ハローツアー」イメージソング                                 |
| 1981年 | JAKA JAKA                | TBS系テレビドラマ「秘密のデカちゃん」主題歌                          |
| 1981年 | DAYDREAM ROMANCE         | アニメ映画「コブラ」主題歌                                           |
| 1982年 | 愛の静けさ               | TBS系テレビドラマ「噂の刑事トミーとマツ」EDテーマ                    |
| 1983年 | 僕のそばにいなさい       | TBS系テレビドラマ「婦警さんは魔女」主題歌                            |
| 1987年 | 君がいればそれでいい     | グリコ「アーモンドチョコレート」CMソング                             |
| 1990年 | 夏の恋人                 | アサヒ「生ビール」CMソング                                           |
| 1991年 | 夏の夢                   | アサヒ「生ビール」CMソング                                           |
| 1992年 | TAKE A FLIGHT            | テンポラリーセンター「がんばれ!ニッポン!」CMソング                   |
| 1993年 | グッド・バイ・マイ・ラブ | ノエビア「コスメティック ルネッサンス」CMソング                      |
| 1993年 | SENTIMENTAL              | ビデオ映画「まるごし刑事」主題歌                                     |
| 1994年 | あの輝きを忘れない       | 日本テレビ系バラエティ番組「ウンナン世界征服宣言」EDテーマ           |
| 1994年 | プリップリッロック       | 日本テレビ系バラエティ番組「ウンナン世界征服宣言」キャンペーンソング |
| 1995年 | My love song             | NHK総合のバラエティ番組「ざっくばらん」EDテーマ                      |
| 1996年 | Still……                  | テレビ東京系スポーツ情報番組「サンデースポーツライブ」OPテーマ       |
| 1996年 | 見上げてごらん夜の星を   | KSB・CMソング                                                        |
| 1997年 | めぐり逢うとき           | テレビ東京系テレビドラマ「編笠十兵衛」主題歌                         |
| 1999年 | For Your Love            | VERNAL化粧品・CMソング                                               |
| 2000年 | 君は輝いている           | オイスカ「子供の森計画」イメージソング                               |
| 2000年 | さぁ行こう!              | テレビ東京系テレビアニメ「ビックリマン2000」OPテーマ                 |
| 2000年 | ひとりひとりの心に深く   | 財団法人「少林寺拳法連盟」イメージソング                             |
| 2000年 | 君から世界へ（2000 MIX） | 通産省「介護保健」CMソング                                           |
| 2008年 | Wanderer                 | OVA「COBRA THE ANIMATION ザ・サイコガン」EDテーマ                    |
| 2008年 | 君が微笑うなら           | OVA「COBRA THE ANIMATION タイム・ドライブ」EDテーマ                  |
| 2010年 | 君の歌                   | テレビアニメ「COBRA THE ANIMATION」EDテーマ                          |

## 出演

### テレビドラマ
- 俺たちの朝 第23話「炊事当番と物置小屋と下着の山」（1977年、日本テレビ / ユニオン映画）
- 土曜ドラマ（NHK総合）
  - 優しい時代（1978年） - 宮下健吉 役
- 噂の刑事トミーとマツ（1979年 - 1982年、TBS / 大映テレビ） - 松山進
- 侍ニューヨークを走る 〜自由の女神に惚れて候〜（1981年、テレビ朝日）
- 私はタフな女　（1981年、日本テレビ）
- 婦警さんは魔女（1983年、TBS / 大映テレビ） - 辰巳勇太
- 銀河テレビ小説（NHK総合）
  - 明日はどっちだ（1983年） - 良二
- 転校少女Y（1984年、TBS） - 松崎浩一
- ただいま絶好調! 第20話「コンサート・イン・博多」（1985年、テレビ朝日）
- ポニーテールはふり向かない（1985年 - 1986年、TBSテレビ）
- 新・熱中時代宣言（1986年、日本テレビ）
- 白バイ野郎!トミー&マツ（1986年、フジテレビ）
- 金曜女のドラマスペシャル 『霧の晴れた午後に死す -たそがれ夫人殺人事件-』 （1987年、フジテレビ） - 玉造次郎
- 長七郎江戸日記 第2シリーズ「川開き、大輪の花」（1989年7月、日本テレビ / ユニオン映画） - 茂兵衛
- 月曜ドラマスペシャル（TBS）
  - 『自主退学』 （1990年）
  - 「わんちゃ夫婦 金沢陶芸殺人紀行」（1999年11月） - 勝沼
- 世にも奇妙な物語 『リフレイン』 （1991年、フジテレビ） - 依田浩二
- 約束の夏（1992年、東海テレビ） - 増田洋介
- 四匹の用心棒 (4) かかし半兵衛ひとり旅 （1992年、テレビ朝日 / 東映） - 多田安之助
- 土曜ワイド劇場 『美人殺しシリーズ』（1993年、1994年、テレビ朝日）
- お金がない!（1994年、フジテレビ）
- 正義は勝つ（1995年、フジテレビ）
- 3番テーブルの客（1997年、フジテレビ） - アンドリュー堺
- 恋するトップレディ（2002年、フジテレビ）
- 君が想い出になる前に（2004年、フジテレビ）
- 富豪刑事（2005年、テレビ朝日）
- 水曜ミステリー9 『信濃のコロンボ事件ファイル14・死あわせなカップル』（2007年、テレビ東京）
- ケータイ刑事 銭形海サードシリーズ（2008年、BS-i）
- 東京少女大政絢 第4話 『エチュード "秘密"』 （2008年、BS-i）
- ケータイ刑事 銭形命（2009年、BS-TBS）
- 天才てれびくんMAX「忍者スピリット」（2010年、NHK教育）
- 天使の代理人（2010年、東海テレビ）
- 金曜プレステージ 『所轄刑事6』 （2011年、フジテレビ） - 津軽五郎
- パパドル! 第2話（2012年、TBS） - 本人
- しあわせな結婚 第5話（2025年8月14日、テレビ朝日） - 本人 役[21]

### 映画
- その後の仁義なき戦い（1979年、東映）
- 湘南爆走族（1987年、東映）
- 魁!!クロマティ高校THE★MOVIE（2005年、メディア・スーツ）
- ケータイ刑事 THE MOVIE2 石川五右衛門一族の陰謀〜決闘!ゴルゴダの森（2007年、エム・エフボックス)
- ケータイ刑事 THE MOVIE3 モーニング娘。救出大作戦!〜パンドラの箱の秘密（2011年、BS-TBS）
- デッド寿司（2013年1月19日、ウォーカーピクチャーズ） - 澤田
- 幕が上がる（2015年） - 明美ちゃんのお父さん 役
- 猫侍 南の島へ行く（2015年） - 原住民 （特別出演）

### オリジナルビデオ
- まるごし刑事（1993年）
- 極妻は15才（1996年）

### テレビアニメ
- ビックリマン2000（2000年） - スター天帝 役
- おろしたてミュージカル 練馬大根ブラザーズ（2006年） - ヒデキ 役

### 劇場アニメ
- SPACE ADVENTURE コブラ（1982年） - コブラ 役[22]
- オリバー ニューヨーク子猫ものがたり（1988年（日本での公開は1990年）） - ドジャー 役
- ハイブリッド刑事（2011年） - 松山刑事 役

### 吹き替え
- スター・ウォーズ（1983年、日本テレビ） - ハン・ソロ役

### バラエティ
- ミュージック・ボンボン（1979年、よみうりテレビ）
- サウンド・イン"S"（TBS）
- 松崎しげるの翔んでもHAPPEN（東海テレビ）
- TVジョッキー（1982年4月 - 12月、日本テレビ）- 2代目司会者
- 午後は○○おもいッきりテレビ（日本テレビ）
- ハッスル銀座（TBS）
- 夜のミュージックストレンジャー
- THE夜もヒッパレ（日本テレビ）
- バラエティーざっくばらん（1994年 - 1996年、NHK総合）
- 完成!ドリームハウス（テレビ東京） - 2代目男性ナレーター
- ゆうどきネットワーク「松崎しげるのトリタビ」- 不定期（NHK総合）
- がんばれ青少年!熱き応援歌をつくろう～ストップ・ザ・ドラッグ（2003年11月24日、テレビ東京）
- ［［有吉AKB共和国］］ (2011年4月 TBSテレビ)
- 乃木坂スター誕生!2 (2021年11月9日、日本テレビ）
- ぽかぽか（2023年3月23日 - 4月27日、フジテレビ） - 木曜日「甦れ!マイメモリー記憶の数だけ歌唱ショー」コーナーレギュラー
- TROT GIRLS JAPAN（2023年、WOWOW ABEMA） - 審査員長
- 現役歌王（2024年、MBN） - 準決勝1R特別審査員

### スポーツ番組
- まつざきしげる&江連忠 DANDY GOLF!（千葉テレビ）

### ラジオ
- 松崎しげる ひとつぶの青春（FM東京） - 森田健作の後任
- 松崎しげるのカリフラ・ランド（1978年1月 - 1979年、TBSラジオ）
- 松崎しげるのサウンドブティーク（1987年 - 、ニッポン放送）
- 松崎しげるの「しげるの時間」（HBCラジオ）
- 松崎しげる 陽気にGENKI!（1996年10月 - 1998年9月、NRN（文化放送制作））
- 松崎しげるの土ッ!ちゃか土曜日（2007年10月 - 2008年3月、文化放送）
- Voice of A&G Digital 鷲崎健の超ラジ!（2010年3月26日放送分、超!A&G+）※ゲスト出演

### CM
- 江崎グリコ「グリコアーモンドチョコレート」（1977年）
- 日清食品「めんぐるめ」 - 出演及びCMソングを担当。
- ノエビア化粧品 - CMソングを担当
- UCC上島珈琲「BLACK 無糖」
- リーブ21 - 2代目イメージキャラクターとして出演し、CMソングも担当。
- サントリー「マグナムドライ」（2001年）
- ケイエスビー - CM出演及び、ケイエスビー社歌の『歌おう日本』を歌唱。
- ヤンマー農機 「エコトラシリーズ」 - ただし、CMイメージソングのみ。
- 青山商事「夏物バーゲン」（2003年）
- アサヒビール「旬果搾り」（2005年）
- 高橋開発[23]（関西ローカル）
- カンロ 「カティサーク」
- 京楽産業.「CRパチンコ黒ひげ危機一髪2」（2007年）
- キヤノン - ナレーション
- ラ・パルレ - 出演及び『愛のメモリー』替え歌のCMソングを担当。
- ニッスイ「大きな大きな焼きおにぎり」 （2012年 - ）- CMソングと声の出演。
- ソニー・コンピュータエンターテイメント「PS Vita」（2012年）
- 日本天然物研究所「ラメンテ」（2013年）
- 味の素ゼネラルフーヅ「トリプレッソ」（2013年 - 2015年）
- 横尾材木店（2013年 - ）
- サントリー食品インターナショナル「黒烏龍茶」（2013年）
- ロッテ「チョコパイザッハトルテ」（2014年）WebCM
- アカツキ「サウザンドメモリーズ」（2014年）
- スカパーJSAT（2014年）出演及び『愛のメモリー』替え歌のCMソングを担当。
- 日本ケンタッキー・フライド・チキン「香ばし醤油チキン」（2016年）Web CM
- ダイレクトテレショップ「フレーバーストーン」（2016年 - ）
- モンデリーズ・ジャパン 「クロレッツ」スッキリガム総選挙キャンペーン（2017年） ※田村淳・小島瑠璃子・東国原英夫・りゅうちぇると共演
- 東邦「ウタマロ石鹸」Web CM（2017年 - 2018年）[24][25]
- タカラトミー「デュエル・マスターズ」（2019年 - 2020年） CM出演及びCMソングを担当。[26]
- BIOSUPLI「プレミアム高麗人参マカ」（2021年）
- Cygames「ウマ娘 プリティーダービー」（2023年）- CMソングを担当。

### NHK紅白歌合戦出場歴
| 年度   | 放送回 | 回 | 曲目                     | 出演順   | 対戦相手     | 備考                                                       |
| ------ | ------ | -- | ------------------------ | -------- | ------------ | ---------------------------------------------------------- |
| 1977年 | 第28回 | 初 | 愛のメモリー             | 11/24    | しばたはつみ |                                                            |
| 2024年 | 第75回 | 2  | もしもピアノが弾けたなら | 特別企画 | -            | 西田敏行追悼企画に竹下景子・武田鉄矢・田中健とともに出場。 |

注意点
- 出演順は「出演順/出場者数」で表す。

### NHKみんなのうた出演歴
| 曲目       | コーラス           | 初放送年月                  | 再放送                                            |
| ---------- | ------------------ | --------------------------- | ------------------------------------------------- |
| 大きなうた | 東京放送児童合唱団 | 1979年（昭和54年）6月 - 7月 | 1980年（昭和55年）8月 - 9月 2021年（令和3年）11月 |

### 舞台
- 「歌だ!祭りだ!〜BS・TBSサマーパーティーin赤坂BLITZ!ファン感謝祭歌謡祭〜」（2009年8月27日）